# Parasite Fighter
Parasite Fighter (sinngemäß: parasitäres Jagdflugzeug) ist ein feststehender Begriff in der US-amerikanischen Militärluftfahrt. Er bezeichnet Jagdflugzeuge, welche an einem Trägerflugzeug oder -Luftschiff angedockt sind und im Falle eines Angriffs abgekoppelt werden können. Die Besonderheit gegenüber den “parasite aircraft” (deutsch: „parasitäre Flugzeuge“) liegt jedoch nicht nur in der Fähigkeit zum Luftkampf, sondern auch darin, nach ihrem Einsatz wieder an den Träger andocken zu können.

## Entwicklungen weltweit
1918 gab es in Großbritannien Versuche, Jagdflugzeuge des Typs Sopwith Camel von Luftschiffen abzusetzen. Dabei wurde das Starrluftschiff R23 und 1925 dann auch mit Ankopplungsversuchen die R33 mit einer De Havilland DH.53 Humming Bird genutzt. Auf diese Weise sollten die gegen feindliche Flugzeuge verwundbaren Luftschiffe einen wirksamen Begleitschutz bekommen. 1926 folgten Versuche mit Maschinen des Typs Gloster Grebe. Als jedoch die britische Luftschifffahrt nach dem Unglück der R101 im Jahr 1930 aufgegeben wurde, wurde damit auch die Konstruktion weiterer Parasite Fighter eingestellt.
Anfang der 1930er Jahre begannen in der Sowjetunion Versuche, Starrflügelflugzeuge als Träger zu nutzen (Sweno). Nach erfolgreichen Tests erfolgten auch Kampfeinsätze. Jedoch wurden die mitgeführten Jagdflugzeuge nicht als Begleitjäger, sondern als Jagdbomber genutzt. 1941 fand der letzte Einsatz statt.

## Parasite Fighter der USA

### Luftschiffe als Träger

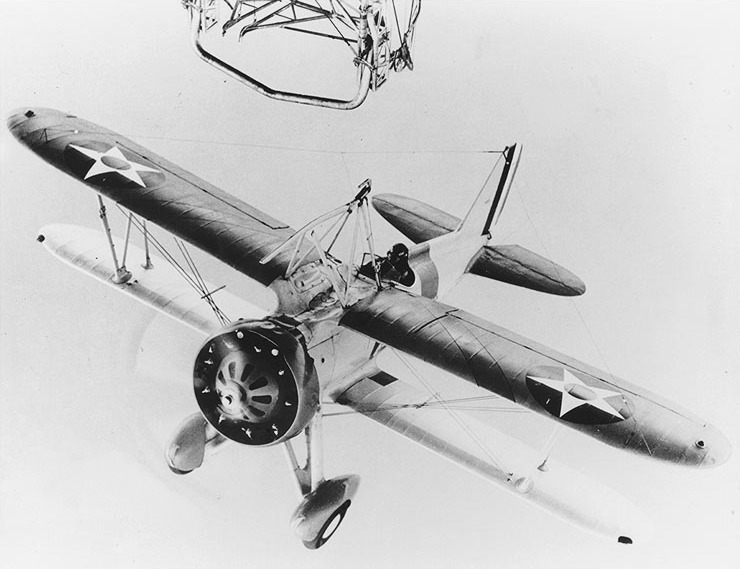
Curtiss F9C Sparrowhawk beim Andockmanöver

Im Dezember 1924 gelang mit einem Verville-Sperry M-1 Messenger das Andocken an ein US-Luftschiff.
1931 suchte man für die Luftschiffe USS Akron und USS Macon einen Flugzeugtyp, der geeignet sein sollte, von diesen mitgeführt zu werden. Ausgewählt wurde die Curtiss F9C. Die Maschinen sollten die Luftschiffe schützen, aber in erster Linie diese in ihrer Rolle als Aufklärer unterstützen. Die kompakten Doppeldecker hatten an der oberen Tragfläche einen massiven Haken, mit dem sie sich zur „Landung“ an ein Trapez unter dem Luftschiff hängen konnten. Danach wurde das Flugzeug mit dem Trapez in den Hangar des Luftschiffs gezogen.
Erprobt wurde das Verfahren des Aussetzen und Aufnehmens eines Flugzeuges von der US-Marine bereits ab 1929 mit dem in Deutschland für die USA gebauten Zeppelin USS Los Angeles. Nachdem jedoch die Ära der Starrluftschiffe in den USA 1935 ihr Ende nahm, gab es vorerst keine Bemühungen für neue Parasite Fighter mehr.

### Die XF-85

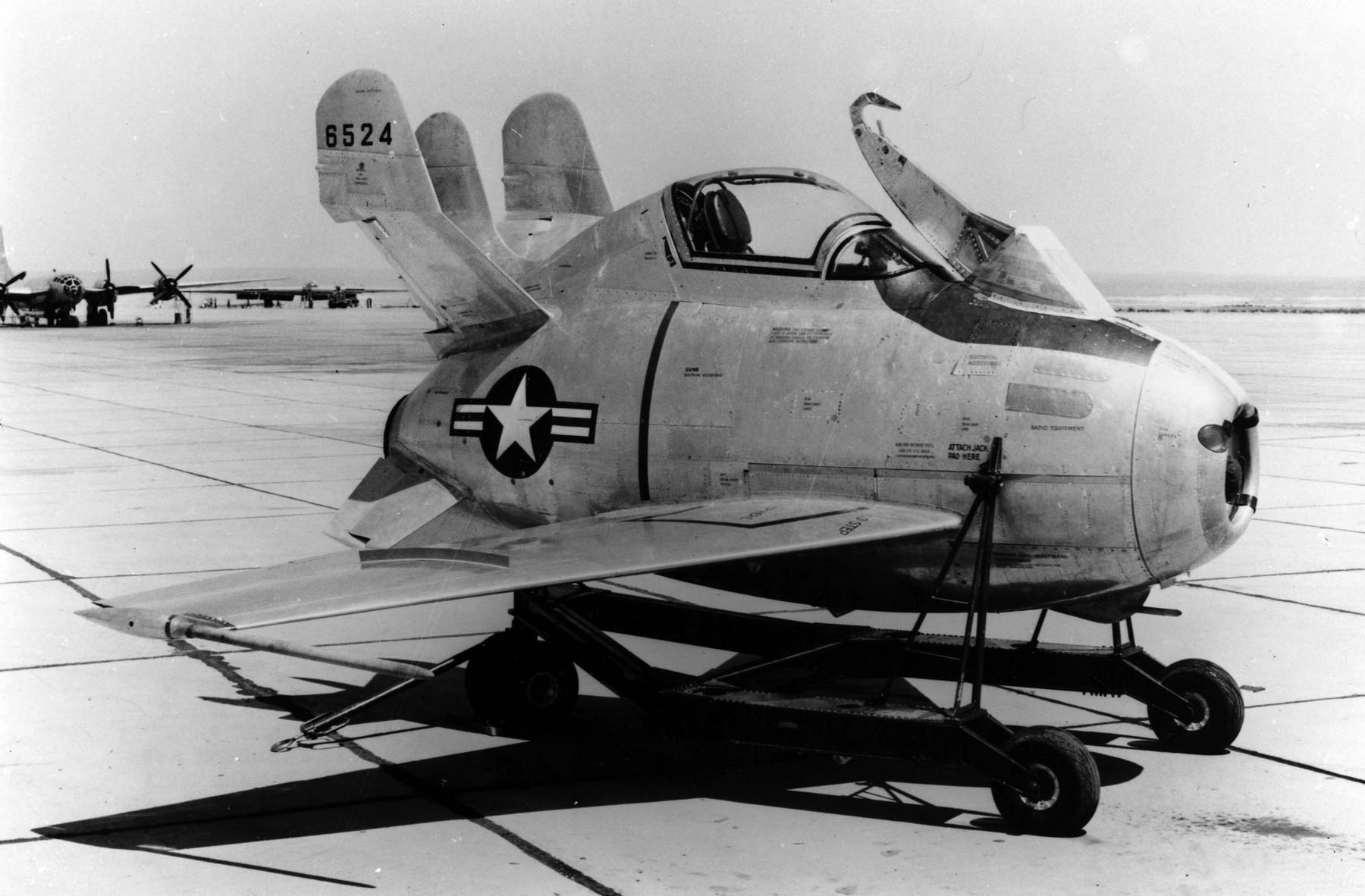
XF-85 auf einem Tragegestell

Langstreckenbomber wie die Convair B-36 brachten die Erkenntnis, dass ein solches Flugzeug unmöglich über die ganze Flugdauer eskortiert werden konnte. Die Reichweite der Jagdflugzeuge war zu gering und die Luftbetankung noch nicht etabliert. So wurden in den 1940er und 1950er Jahren speziell zum Schutz der B-36 verschiedene Konzepte entwickelt und getestet.
Die McDonnell XF-85 war der erste Parasite Fighter, der ausschließlich für diese Funktion entwickelt worden war. Der „Goblin“ (Kobold) genannte Jäger sollte an einer ausfahrbaren Vorrichtung im Bombenschacht der B-36 arretiert werden, der Pilot musste nicht zwingend im Cockpit verharren. Im Falle des feindlichen Angriffs wurde der Bombenschacht geöffnet, die Vorrichtung ließ die XF-85 nach unten ab, die Tragflächen klappten in die Horizontalstellung und der Jäger konnte abgeworfen werden. Die Leistungen der XF-85 waren jedoch nicht zufriedenstellend, so dass das Projekt 1949 eingestellt wurde.

### Das FICON-Programm

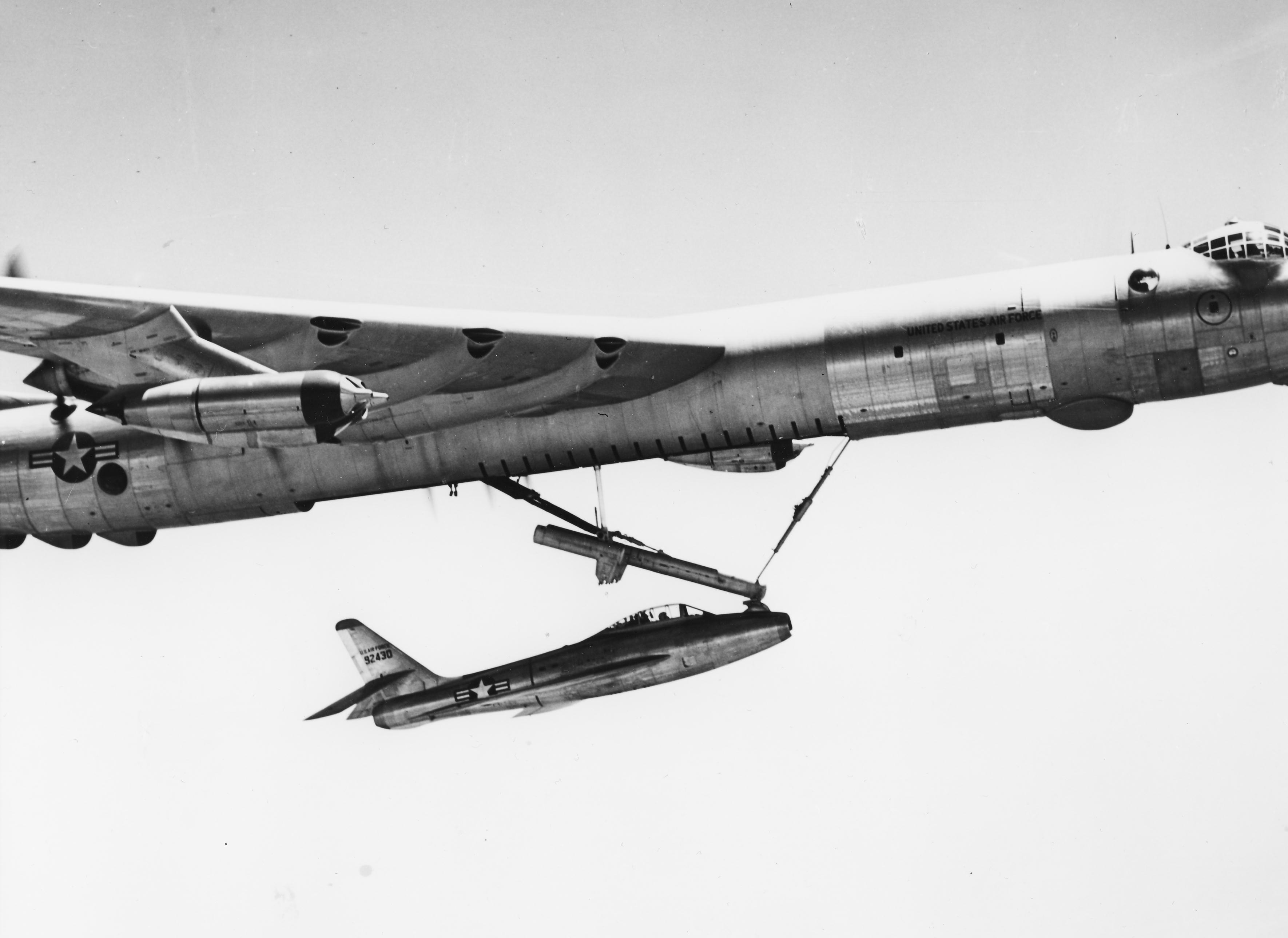
YF-84F an der Andockvorrichtung

Am 30. März 1953 fand der Erstflug einer ähnlichen Kombination statt. Eine speziell umgebaute Version der Republic F-84 (korrekte Bezeichnung: YF-96A, später umbenannt in YRF-84F) hing in einer Andockvorrichtung im Rumpf einer GRB-36F. Diese Kombination aus Jagdflugzeug („Fighter“) und Transporter („Conveyor“) gab dem Projekt seinen Namen. Dem Parasite Fighter wurde in diesem Programm nicht ausschließlich die Rolle des Begleitjägers zugedacht, sondern er sollte in feindlichem Gebiet eigene Aufgaben übernehmen, wie Aufklärung und die Bekämpfung von Sekundärzielen.
Die YRF-84F war zu groß, um ganz eingezogen werden zu können. So waren die Tragflächen und der untere Rumpfabschnitt des Jägers zu sehen. Insgesamt wurden zehn RB-36D und eine RB-36F zum GRB-36-Trägerflugzeug umgerüstet, jedoch ist nur ein FICON-Jagdflugzeug dokumentiert (YRF-84F Ser.-Nr. 49-2430).
Da die YRF-84F ein umgerüstetes konventionelles Jagdflugzeug war, waren die Leistungen für diesen Einsatzzweck ausreichend. Des Weiteren war sie in der Lage, auch nach einem Verlust des Trägerflugzeugs zu landen. Das Ende des Programms wurde durch die schnell vorangehende Entwicklung in der Luftbetankung besiegelt. Ende 1956 wurde es eingestellt.

### Das Tom-Tom-Programm

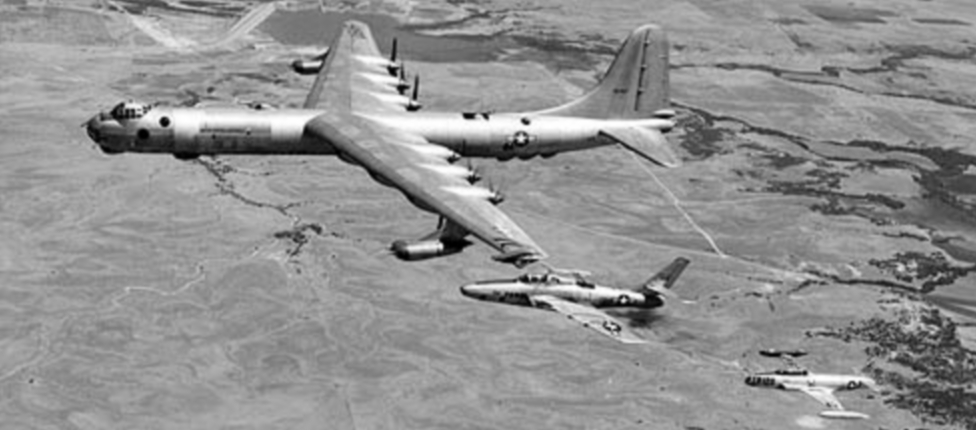
B-36 mit einem angedockten Begleitjäger

Ebenfalls in den 1950er Jahren wurde das Projekt „Tom Tom“ gestartet. Beteiligt waren die gleichen Flugzeugtypen wie im „FICON“-Programm. Der Unterschied lag darin, dass nicht ein Jäger im Rumpf des Bombers mitgeführt wurde, sondern zwei an den Tragflächen. Die Jäger waren mit einer zangenartigen Kupplung an einer Tragflächenspitze ausgestattet, die an einer Vorrichtung an der Tragflächenspitze des Bombers andocken konnte. So blieb der Frachtraum frei, jedoch mussten die Piloten der Begleitflugzeuge im Cockpit verharren. Start und Landung der Maschinen erfolgte getrennt voneinander, da die Kupplungen nicht für diese hohen Belastungen ausgelegt und die Spannweite im angekuppelten Zustand mit knapp 100 Metern zu groß gewesen wäre.
Während der Testreihen erfolgten mehrere erfolgreiche Andockmanöver. Nachteilig war jedoch, dass die Jägerpiloten auch im angekuppelten Zustand ihre Flugzeuge manuell steuern mussten. Abhilfe sollte ein automatisches Steuerungssystem schaffen, welches nach dem Andocken die Kontrolle übernahm. Dieses System schaffte die notwendigen Steuermanöver nicht, so dass beide Begleitflugzeuge abrissen. Die Piloten kamen bei diesem Unglück ums Leben.
Die Angaben des US-Militärs lassen darauf schließen, dass das Programm etwa zeitgleich mit „FICON“ ablief und zusammen mit diesem eingestellt wurde.

## Gegenwart
Aktuell sind keine Parasite Fighter im Einsatz. Allerdings erscheinen noch immer Forderungen nach einem modernen System von „fliegenden Flugzeugträgern“. Gründe hierfür sind:
- Die Forderung nach der Möglichkeit, weltweit Ziele aus der Luft anzugreifen. Dies soll ohne die Nutzung von verbündeten Einrichtungen von den USA erfolgen können. Die weiteren Gründe ergeben sich daraus.
  - Einzelne Langstreckenbomber (auch Tarnkappenflugzeuge) sind verwundbar. Begleitschutz ist zwar technisch möglich, aber die Langstreckeneinsätze der US-Bomber sehen kaum Zwischenlandungen vor und ein Tankflugzeug ist ebenfalls angreifbar, wenn es die nötige Nähe zum feindlichen Luftraum einhält.
  - Der „Faktor Mensch“: Ein einzelner Jägerpilot hält einen solchen Einsatz über viele Stunden kaum durch. Ein Parasite-Fighter-Konzept nach dem Vorbild von „FICON“ ermöglicht, den Jägerpiloten erst kurz vor dem Erreichen des Zielgebiets einzusetzen.
  - Durch die Mitnahme mehrerer Parasite Fighter können mit einem Bomber gleichzeitig mehrere Ziele bekämpft werden.

Zum jetzigen Zeitpunkt ist jedoch noch nicht abzusehen, dass ein neues Parasite-Fighter-Konzept verwirklicht wird.